# Haderups nomenklatur
Haderups Nomenklatur er et system, der navngiver mennesketænder (en dental nomenklatur). Den danske tandlæge Victor Haderup var ophavsmand til systemet, som blev anvendt i store dele af verden indtil 1970'erne, og som fortsat anvendes i Danmark.
Systemet benævner tænderne med tal fra midten og ud til siden, startende med 1 for fortænderne. Tænder i overkæben tilføjes "+" (plus) og tænder i underkæben tilføjes "−" (minus), og placeringen af plus- eller minustegnet i forhold til tallet afgør om tanden sidder i patientens venstre eller højre side; placeres det til venstre for tallet er det patientens venstre side, og placeres det til højre for tallet er det patientens højre side. Ved blivende tænder skrives tallet med ét ciffer, mens det ved mælketænder foranstilles med et nul.

## Illustration
I de følgende skemaer henviser både "H" og "højre" til patientens højre side og "V" og "venstre" til patientens venstre side, set fra patienten selv.

### Blivende tænder
Set fra patientens side:
```
        Overkæben, venstre      │        Overkæben, højre
        +8 +7 +6 +5 +4 +3 +2 +1 │ 1+ 2+ 3+ 4+ 5+ 6+ 7+ 8+ 
     V ─────────────────────────┼───────────────────────── H
        −8 −7 −6 −5 −4 −3 −2 −1 │ 1− 2− 3− 4− 5− 6− 7− 8− 
        Underkæben, venstre     │       Underkæben, højre
```

Set fra tandlægens side (H/højre og V/venstre betegner fortsat patientens højre og venstre side):
```
        Overkæben, højre        │      Overkæben, venstre
        8+ 7+ 6+ 5+ 4+ 3+ 2+ 1+ | +1 +2 +3 +4 +5 +6 +7 +8
     H ─────────────────────────┼───────────────────────── V
        8− 7− 6− 5− 4− 3− 2− 1− | −1 −2 −3 −4 −5 −6 −7 −8
        Underkæben, højre       │     Underkæben, venstre
```

### Mælketænder
Set fra barnets side:
```
            Overkæben, venstre  │    Overkæben, højre
            +05 +04 +03 +02 +01 | 01+ 02+ 03+ 04+ 05+
         V ─────────────────────┼───────────────────── H
            −05 −04 −03 −02 −01 | 01− 02− 03− 04− 05−
            Underkæben, venstre │   Underkæben, højre
```

Set fra tandlægens side (H/højre og V/venstre betegner fortsat barnets højre og venstre side):
```
            Overkæben, højre    │  Overkæben, venstre
            05+ 04+ 03+ 02+ 01+ | +01 +02 +03 +04 +05 
         H ─────────────────────┼───────────────────── V
            05− 04− 03− 02− 01− | −01 −02 −03 −04 −05
            Underkæben, højre   │ Underkæben, venstre
```